# 中華廚藝學院

中華廚藝學院標誌

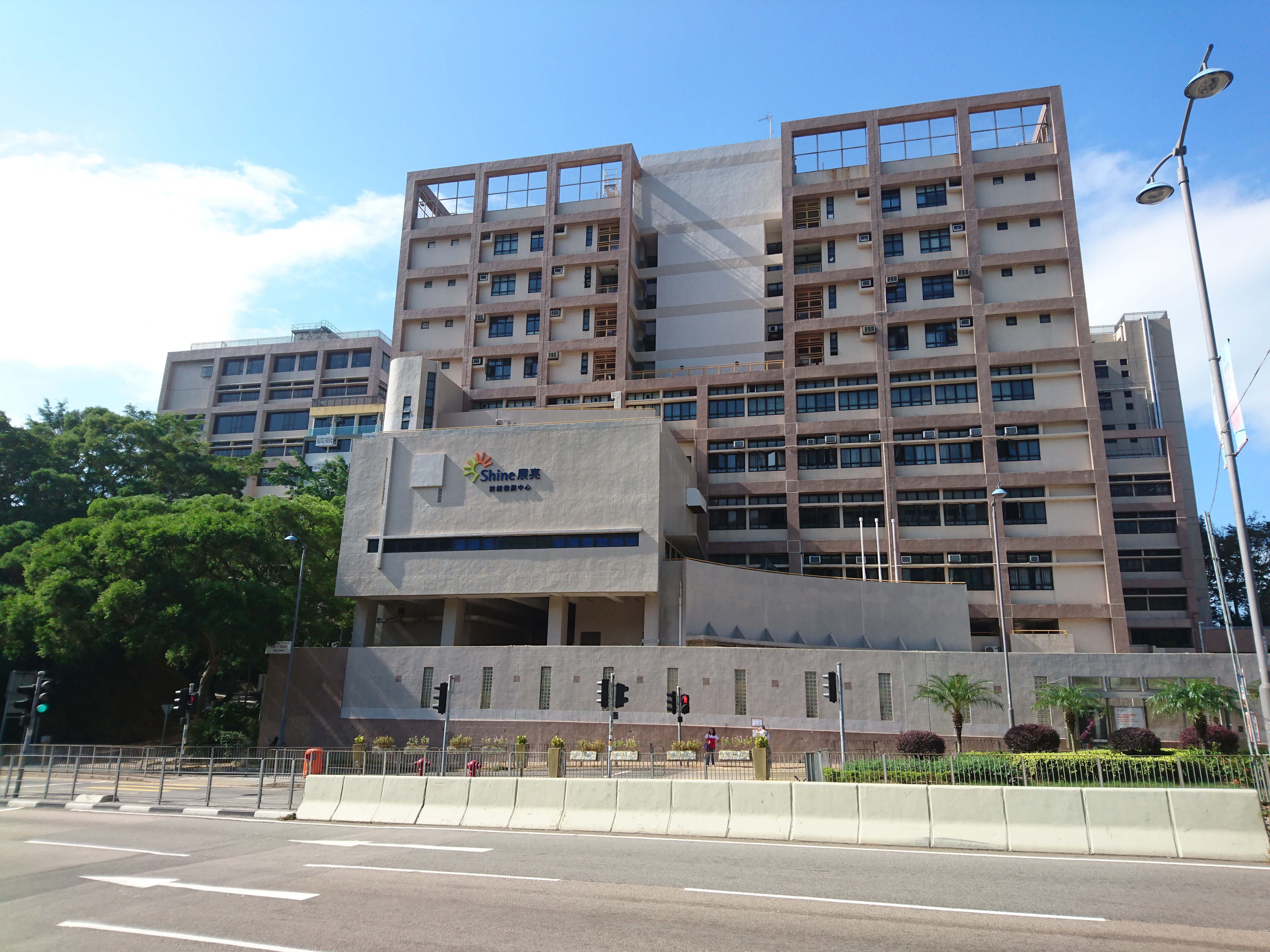
中華廚藝學院所處之薄扶林訓練中心

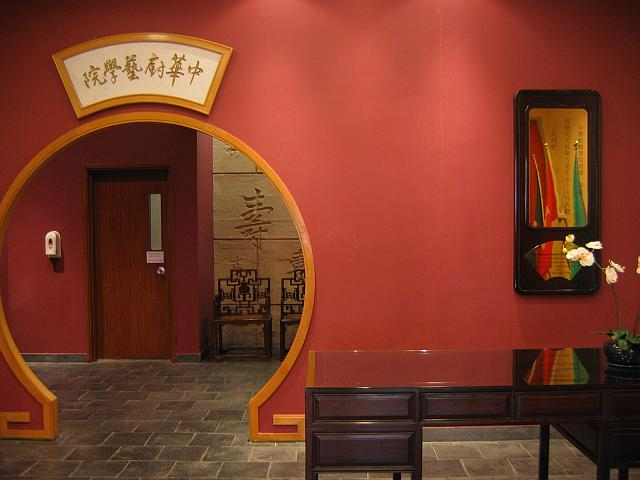
薄扶林中華廚藝學院正門入口

中華廚藝學院（英語： - 旧: Chinese Cuisine Training Institute）是香港一間職業培訓及餐飲業技能提升的學院，於1999年9月由政府提出成立，並於同年10月通過立法會財務委員會，撥款1億1,100 萬元進行有關場所的改建和翻新工程、課程發展、聘請導師和招收學員，以及展開推廣和宣傳工作，當時的教育統籌局負責統籌整個計劃，職業訓練局則負責學院的籌備及其後的運作，學院最終於2000年12月12日開幕，並由當時的政務司司長陳方安生主持。

## 位置
學院位於香港薄扶林道145號薄扶林訓練中心綜合大樓七樓及八樓，原本該處為職業訓練局的訓練中心，後來通過議決，將七樓及八樓改建為中華廚藝學院。

## 課程
學院每年將提供1200個技能測試名額及約385個訓練名額.，同時學院開辦初級、中級、高級至大師級廚藝的全日制和兼讀制訓練課程，課程中除了烹飪內容外，亦會教授廚房管理及衛生與食物安全等知識。

## 比賽
學院除了用作培訓餐業員工外，由於學院內的廚房用具齊全，很多時候亦會借出用作烹飪比賽，例如由李錦記及旅發局協辦的全日本青年廚師中菜烹飪比賽及全港青年廚師中餐烹飪比賽等。

## 相關參見
- 香港專業廚藝學院
- 巴黎藍帶廚藝學校
- 國際廚藝學院

## 外部連結
- 官方网站